# Wilhelm Wolters (Schriftsteller)
Wilhelm Wolters (geboren 8. November 1852 in Dresden als Friedrich Mathäus Wilhelm Wolfsohn; gestorben 28. Februar 1915 in Pirna-Sonnenstein) war ein deutscher Schriftsteller.

## Leben und Wirken
Er war der Sohn des Schriftstellers Wilhelm Wolfsohn. Sein Vater stammte aus Odessa. Nach dem Besuch des Polytechnikums in Karlsruhe arbeitete er von 1890 bis 1894 als Schauspieler und danach Lehrer für Redekunst am Königlichen Konservatorium in Dresden. In der sächsischen Residenzstadt ließ er sich 1902 als freischaffender Schriftsteller nieder und nahm den Künstlernamen Wilhelm Wolters an. Bekanntheit erlangte er vor allem als Herausgeber des Briefwechsels zwischen Wilhelm Wolfsohn und Theodor Fontane sowie als Theaterautor. Dabei feierte er nicht nur in Dresden Erfolge, sondern auch in den USA und in England.

## Werke (Auswahl)
- Der Wohlthäter. Engelhorn, Stuttgart 1900
- Siebenschön. Dresden 1903.
- Die Hochzeitsreise und andere Humoresken. Berlin [1915].
- Schwiegermutters Geburtstagspfeife und andere Humoresken. Berlin [1916].
- Der Heiratskandidat. Schwank.